# (26057) Ankaios
(26057) Ankaios (4742 T-2) – planetoida z grupy trojańczyków okrążająca Słońce w ciągu 11,96 lat w średniej odległości 5,23 j.a. Odkryta 30 września 1973 roku.